# Hermanas Vesque

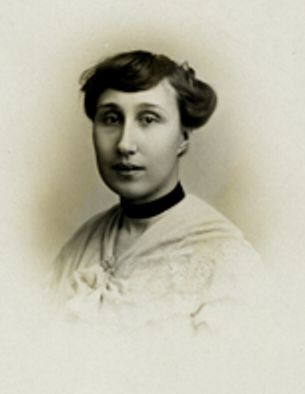

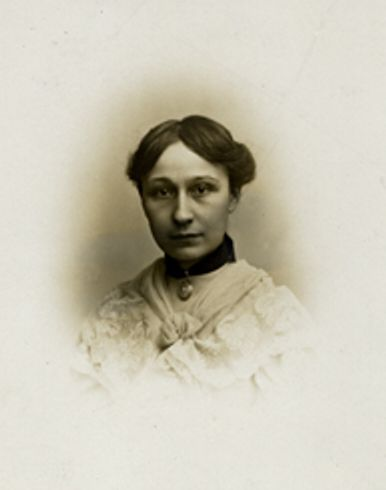

Las hermanas Vesque, Marthe (Joinville-le-Pont, 1879-4 de febrero de 1949) y Juliette (París, 1881-4 de diciembre de 1962), fueron dos artistas francesas, quienes, entre 1900 y 1949, frecuentaron los circos parisinos y documentaron en pintura la vida y los números circenses de la época. Sus registros representan una fuente documental única del circo europeo en la primera mitad del siglo XX. Sus extensos diarios de 1904 a 1947aportan información y conocimientos sobre la comunidad circense del momento, con un gran nivel de detalle.

## Trayectoria
Su padre, Julien Joseph Vesque (1848-1895), fue un destacado botánico. Fue Maître de Conférence en el Institut Agronomique de París y fue el autor de numerosas publicaciones. Como era costumbre entre los botánicos de la época, dibujó detalladamente su obra. Formó a sus hijas con estas habilidades artísticas para producir interpretaciones precisas a través de una observación aguda.
El amor de las hermanas por el circo comenzó a una edad temprana,y como París era un lugar de moda para los circos a principios del siglo XX, tuvieron amplias oportunidades para desarrollar su pasión. En aquella época coexistían el Cirque d'Hiver, el Cirque Medrano, así como el Nouveau Cirque, el Cirque Métropole (más tarde Cirque de Paris), el Hippodrome de la Place Clichy y el Empire Music-Hall Cirque.
Las hermanas Vesque se unieron por la muerte prematura de su padre en 1895, cuando solo tenían dieciséis y catorce años. Ambas se convirtieron en artistas profesionales y durante 24 años pintaron a mano decoraciones florales en porcelana en Porcelana de Sèvres, el principal fabricante francés de esta. Lo dejaron cuando el estilo del fabricante se volvió demasiado moderno para su gusto. Trabajaron, entonces, en el Museo Nacional de Historia Natural de Francia, representando especímenes de historia natural, sobre todo entomológicos. Sus ilustraciones también se utilizaron en libros de botánica, incluyéndose varias de sus láminas en la Gran enciclopedia Larousse. 
A menudo firmaban su trabajo de manera conjunta como 'MJV' o 'MJ Vesque', como se ve en sus ilustraciones de Flore de Madagascar et des Comores.
En su tiempo libre, frecuentaban semanalmente, el circo o los teatros de variedades, registrando los números en vivo con bocetos, entablando conversaciones con el personal del circo y añadiendo impresiones a su diario. Se negaron rotundamente a vender sus cuadros, pero regalaron algunos a amigos predilectos, como periodistas e historiadores del circo, también aficionados a este mundo. 
En el mundo del circo francés, se las conocía como les demoiselles Vesque o les sœurs Vesque. Las hermanas Vesque fueron inseparables durante toda su vida, permanecieron solteras y compartieron ocupaciones e intereses. 
Antes de su muerte en 1949, Marthe Vesque pidió a su hermana que no se deshiciera nunca de su trabajo. Juliette dejó de bocetar el circo después de la muerte de Marthe, pero contribuyó con artículos a la revista de circo Le Cirque dans l'Univers, para entonces ya se la consideraba una autoridad en el mundo circense. 
Unos años antes de su propia muerte, Juliette comenzó a donar su trabajo poco a poco al Musée national des Arts et Traditions Populaires, fundado por el entusiasta del circo Georges-Henri Rivière.
Después de la muerte de Juliette, el resto de la colección, de unos 8 000 dibujos, incluyendo además el diario de las hermanas, llegó al Musée national des Arts et Traditions Populaires en 1968.

## Galería

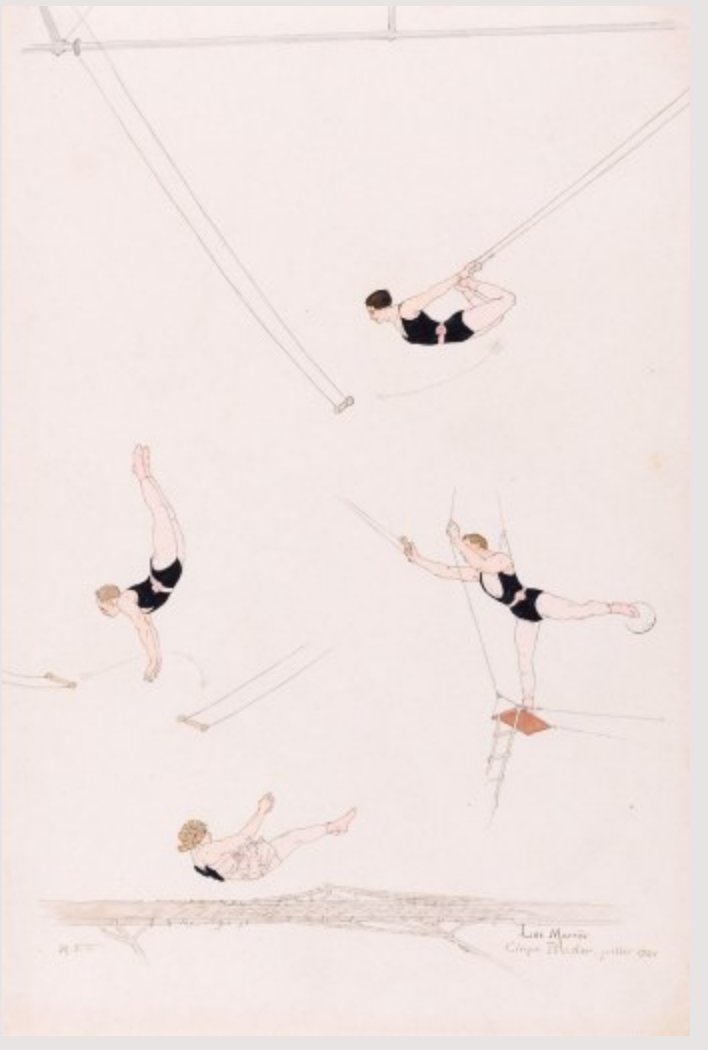
Les Marcés au Cirque Pinder (1921)
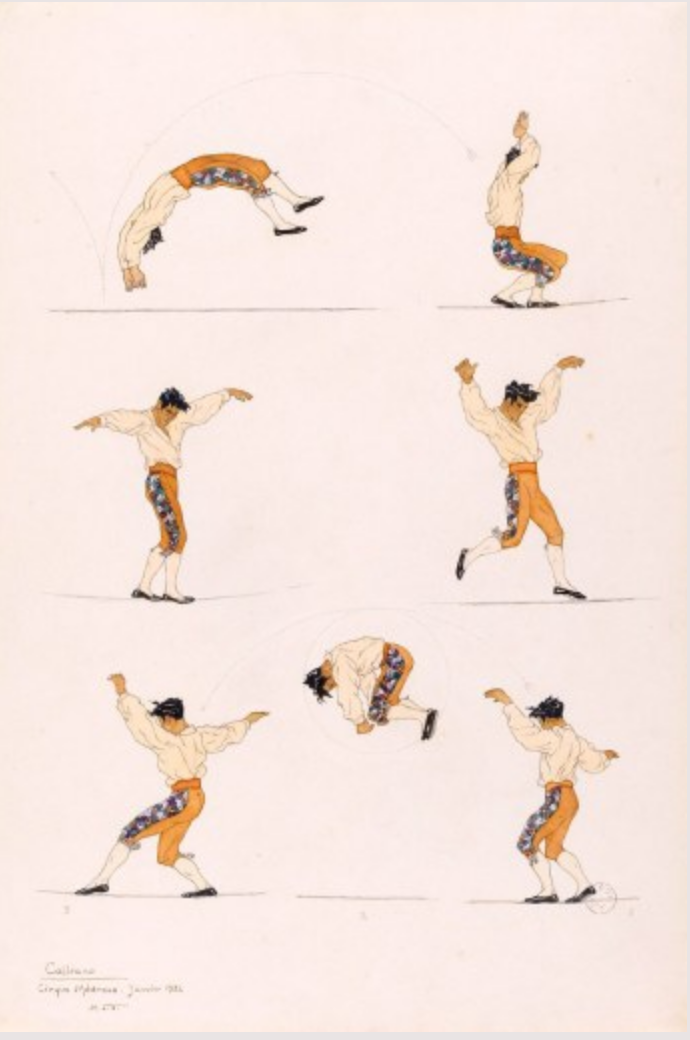
Henriquas Rubio équilibriste au Cirque d'Hiver (1924)
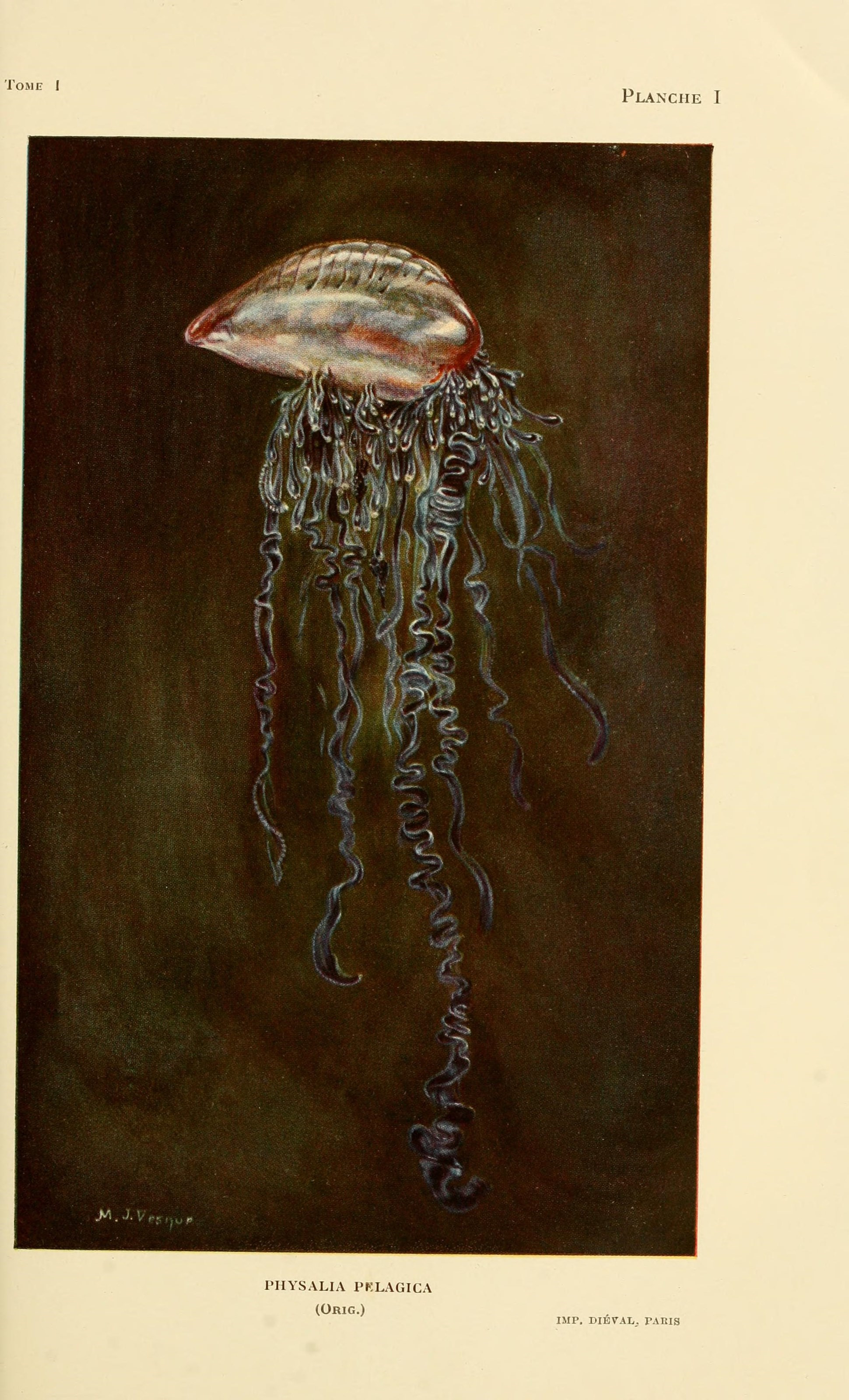
Physalia pelagica Animaux venimeux et venins
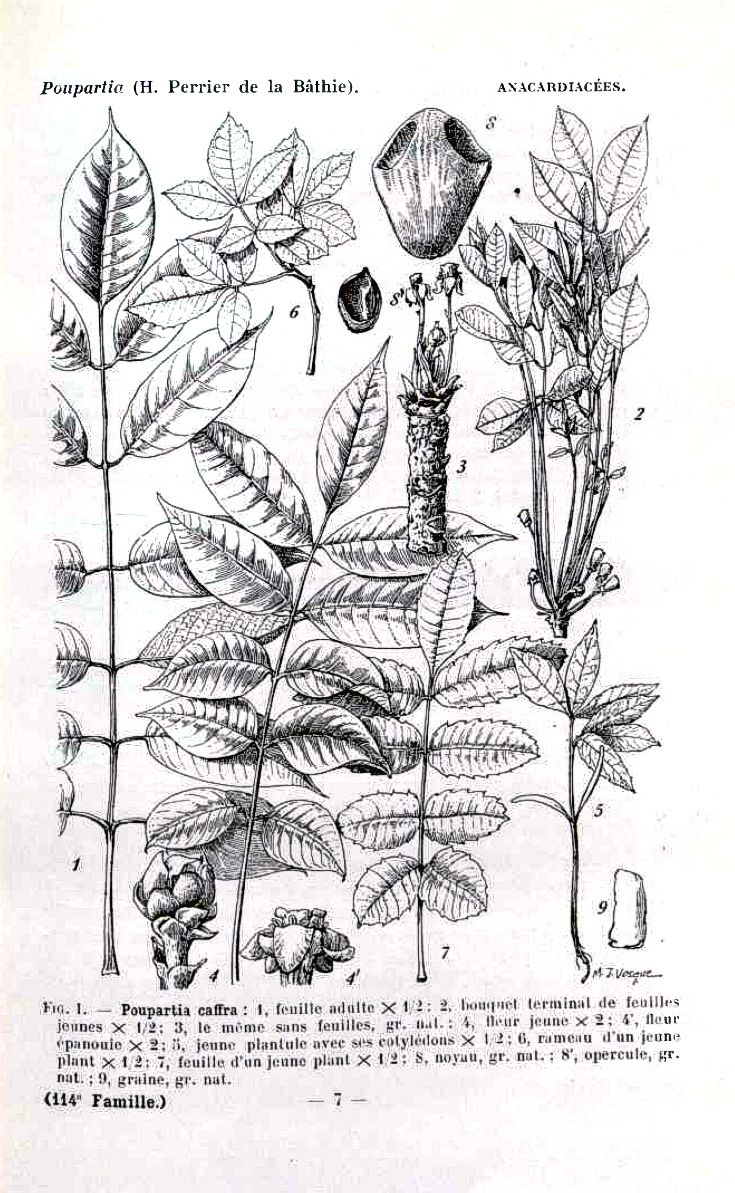
Sclerocarya birrea